# Grand Prix USA 1960
Grand Prix USA 1960 (oficiálně III Grand Prix of the U.S.) se jela na okruhu Riverside International Raceway v Riverside v Kalifornii ve Spojených státech amerických dne 20. listopadu 1960. Závod byl desátým a zároveň posledním v pořadí v sezóně 1960 šampionátu Formule 1.

## Závod
| Poř.   | No. | Jezdec              | Konstruktér     | Počet kol | Čas/Odstoupení | Pořadí na startu | Body |
| ------ | --- | ------------------- | --------------- | --------- | -------------- | ---------------- | ---- |
| 1      | 5   | Stirling Moss       | Lotus-Climax    | 75        | 2:28:52.2      | 1                | 8    |
| 2      | 10  | Innes Ireland       | Lotus-Climax    | 75        | + 38.0         | 7                | 6    |
| 3      | 3   | Bruce McLaren       | Cooper-Climax   | 75        | + 52.0         | 10               | 4    |
| 4      | 2   | Jack Brabham        | Cooper-Climax   | 74        | + 1 kolo       | 2                | 3    |
| 5      | 15  | Jo Bonnier          | BRM             | 74        | + 1 kolo       | 4                | 2    |
| 6      | 9   | Phil Hill           | Cooper-Climax   | 74        | + 1 kolo       | 13               | 1    |
| 7      | 24  | Jim Hall            | Lotus-Climax    | 73        | + 1 kolo       | 12               |      |
| 8      | 14  | Roy Salvadori       | Cooper-Climax   | 73        | + 2 kola       | 15               |      |
| 9      | 26  | Wolfgang von Trips  | Cooper-Maserati | 72        | + 3 kola       | 16               |      |
| 10     | 23  | Chuck Daigh         | Scarab          | 70        | + 5 kol        | 18               |      |
| 11     | 25  | Pete Lovely         | Cooper-Ferrari  | 69        | + 6 kol        | 20               |      |
| 12     | 7   | Olivier Gendebien   | Cooper-Climax   | 69        | + 6 kol        | 8                |      |
| 13     | 20  | Robert Drake        | Maserati        | 68        | + 7 kol        | 22               |      |
| 14     | 8   | Henry Taylor        | Cooper-Climax   | 68        | + 7 kol        | 14               |      |
| 15     | 18  | Maurice Trintignant | Cooper-Maserati | 66        | + 9 kol        | 19               |      |
| 16     | 12  | Jim Clark           | Lotus-Climax    | 61        | + 14 kol       | 5                |      |
| Ret    | 17  | Graham Hill         | BRM             | 34        | Převodovka     | 11               |      |
| Ret    | 19  | Ian Burgess         | Cooper-Maserati | 29        | Zapalování     | 23               |      |
| Ret    | 21  | Brian Naylor        | JBW-Maserati    | 20        | Motor          | 17               |      |
| Ret    | 16  | Dan Gurney          | BRM             | 18        | Zástrčka       | 3                |      |
| Ret    | 4   | Ron Flockhart       | Cooper-Climax   | 11        | Převody        | 21               |      |
| Ret    | 6   | Tony Brooks         | Cooper-Climax   | 6         | Smyk           | 9                |      |
| Ret    | 11  | John Surtees        | Lotus-Climax    | 3         | Nehoda         | 6                |      |
| Zdroj: |     |                     |                 |           |                |                  |      |

## Konečné pořadí po závodě
Pohár jezdců
|        | Pořadí | Jezdec        | Body    |
| ------ | ------ | ------------- | ------- |
|        | 1      | Jack Brabham  | 43      |
|        | 2      | Bruce McLaren | 34 (37) |
| 2      | 3      | Stirling Moss | 19      |
|        | 4      | Innes Ireland | 18      |
| 2      | 5      | Phil Hill     | 16      |
| Zdroj: |        |               |         |

Pohár konstruktérů
|        | Pořadí | Konstruktér     | Body    |
| ------ | ------ | --------------- | ------- |
|        | 1      | Cooper-Climax   | 48 (58) |
|        | 2      | Lotus-Climax    | 34 (37) |
|        | 3      | Ferrari         | 26 (27) |
|        | 4      | BRM             | 8       |
|        | 5      | Cooper-Maserati | 3       |
| Zdroj: |        |                 |         |